# Прострел армянский
Простре́л армя́нский (лат. Pulsatílla arména) — многолетнее травянистое растение, вид рода Прострел семейства Лютиковые (Ranunculaceae).

## Ботаническое описание
Растение 5—10 см высотой, в состоянии плодоношения около 20 см высотой.
Стебли, как и черешки корневых листьев одеты густыми белыми прямостояще-оттопыренными или прилегающими волосками.
Корневые листья с коротковатою пластинкою 1,5—4 см длиной, в очертании яйцевидные, мохнатые от белых волосков, дважды перисто-рассечённые, с сегментами второго порядка до основания перисто-раздельными, со сближенными, коротковатыми, узкими, линейно-продолговатыми, туповатыми или острыми дольками, появляются одновременно с цветками.
Листочки покрывала 2—2,5 см длиной, до половины или несколько глубже раздельное, с долями нередко в свою очередь надрезанными, густо оттопыренно-мохнатые. Цветки сравнительно крупноватые, колокольчатые, наклонённые или почти прямостоящие; листочки околоцветника 2—3,5 см длиной, продолговатые, острые, прямые (то есть неотогнутые на верхушке), пурпурно-лиловые, снаружи густо мохнатые от прилегающих или несколько отстоящих довольно длинных волосков. Тычинки короче листочков околоцветника на 1⁄3—¼ длины последних. Цветёт в мае.
Плодики с остями около 2,5 см длиной, несколько более тонкими и несколько длиннее опушёнными, чем у прострела албанского (Pulsatilla albana).
Вид описан из Турецкой Армении.

## Распространение
Территория бывшего СССР: Южное Закавказье; Азия: Турецкая Армения, Каппадокия.
Растёт на альпийских лугах.